# Ephoron leucon
Ephoron leucon is een haft uit de familie Polymitarcyidae. De wetenschappelijke naam van de soort is voor het eerst geldig gepubliceerd in 1802 door Williamson.
De soort komt voor in het Nearctisch gebied.